# 549107 Hackitamas
549107 Hackitamas este o planetă minoră (asteroid) din centura de asteroizi. A fost descoperită pe 31 ianuarie 2011 la Piszkéstetői Obszervatórium⁠(d) de . 
Obiectul prezintă o orbită caracterizată de o semiaxă mare de 3,1749854979527 UAi, o excentricitate de 0,21606731653909, o înclinație de 14,796935634366 ° în raport cu ecliptica.